# Исмаил аль-Хаммади
Исмаи́л Сале́м аль-Хаммади́ (араб. إسماعيل الحمادي‎; род. 1 июля 1988, Абу-Даби) — футболист из ОАЭ, нападающий клуба «Аль-Хамрия». Выступал за сборную ОАЭ.

## Биография

### Клубная карьера
Аль-Хаммади с 2006 года выступал за дубайский клуб «Аль-Ахли». В сезоне 2007/08 вместе с командой занял 3 место в чемпионате ОАЭ и стал обладателем Кубка ОАЭ. В 2008 вместе с командой стал победителем Суперкубка ОАЭ, «Аль-Ахли» тогда победило «Аль-Шааб» (1:0 в дополнительное время). В следующем сезоне 2008/09 вместе с командой стал победителем чемпионата. Также в 2009 году вместе с клубом участвовал в Суперкубке страны, тогда «Аль-Ахли» проиграло «Аль-Айну» (2:2 в основное время и 5:3 по пенальти).
В 2008 году впервые стал обладателем награды лучший новичок чемпионата ОАЭ. В 2009 году получил премию — самый ценный игрок чемпионата ОАЭ. В 2009 участвовал вместе с командой в азиатской Лиги чемпионов, тогда «Аль-Ахли» заняло последнее 4 месте в своей группе уступив «Саба Баттери», «Пахтакору» и «Аль-Хилялю». Аль-Хаммади на турнире провёл 5 матчей.

### Карьера в сборной
С 2007 года выступает за национальную сборную ОАЭ. 23 сентября 2007 года дебютировал в сборной, в товарищеском матче против Ливана, куда его вызвал главный тренер Бруно Метсю. В 2009 вместе с командой участвовал на Кубке наций Персидского залива. Тогда Объединённые Арабские Эмираты заняли 3 место в своей группе обогнав Йемен и уступив Катару и Саудовской Аравии. В матче против Йемена Аль-Хаммади забил гол. В рамках отборочного турнира на чемпионат мира 2010 в ЮАР Аль-Хаммади сыграл 10 матчей и забил 1 гол (в ворота Южной Кореи).
Исмаил Аль-Хаммади попал в список игроков, которые будут выступать на Кубке Азии 2011 в Катаре.

## Достижения
- Чемпион ОАЭ (3): 2008/09, 2013/14, 2015/16
- Серебряный призёр чемпионата ОАЭ (1): 2012/13
- Бронзовый призёр чемпионата ОАЭ (2): 2007/08, 2016/17
- Обладатель Кубка ОАЭ (1): 2007/08
- Обладатель Суперкубка ОАЭ (1): 2008